# بلوئي (كوه بنج)
بلوئي (بالفارسية: پلوئی) هي قرية تقع في إيران في البلدة المركزية.